# Égi eszterga
Az Égi eszterga (eredeti angol címén: The Lathe of Heaven) Ursula K. Le Guin 1971-ben megjelent tudományos-fantasztikus regénye. A történet először folytatásokban jelent meg az Amazing Stories magazinban.
Magyarul 1992-ben jelent meg Füssi-Nagy Géza fordításában A sci-fi mesterei sorozatban.
A regényt jelölték az 1972-es Hugo-díjra, illetve az 1971-es Nebula-díjra, valamint 1972-ben elnyerte Locus-díjat a legjobb regény kategóriában.

## Történet
|  | Alább a cselekmény részletei következnek! |

A cselekmény Portlandben játszódik a 2002-es évben. Portlandnek ekkor három millió lakosa van. Állandóan esik az eső. A túlnépesedés következtében a szegényebb lakosok alultápláltságtól szenvednek. A kulturális környezet az 1970-es évek amerikai kultúrájának felel meg, de ahhoz képest elszegényedett. Háború dúl a Közel-Keleten a szövetséges Egyiptommal és Izraellel Irán ellen.

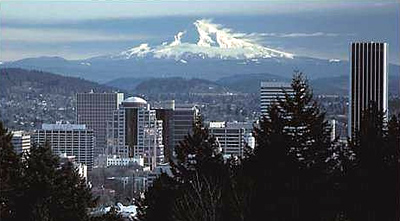
A regény helyszínéül szolgáló Portland és a Mount Hood

A történet főszereplője George Orr, aki már régóta drogokon él, mert attól fél, hogy ha elalszik, akkor „hatékony” álmai lesznek, amelyek visszamenőleg megváltoztatják a valóságot. Olyankor, amikor hatékony álma van, az új valóság az egyetlen valóság mindenki más számára, azonban George emlékeiben megmarad az előző valóság is. Az illegális droghasználat következtében George Orrt „önkéntes” pszichiátriai gyógykezelésre kötelezik.
George az önkéntes gyógykezelés keretében Dr. William Haber álomkutató rendelésére kap beutalót. Orr szeretne megszabadulni hatékony álmaitól, ezért elmondja Habernek, hogy „hatékony” álmai segítségével képes megváltoztatni a valóságot. Haber azonban elkezdi ezt a képességét arra használni, hogy megváltoztassa az őket körülvevő világot. A kezelés során a fölerősítő nevű kísérleti berendezés és hipnózis alkalmazásával próbálja meg befolyásolni Orr hatékony álmainak tartalmát egy utópisztikus világ létrehozása érdekében. Ezek a próbálkozások azonban Orr álmaiban sohasem úgy valósulnak meg, ahogy Haber szeretné, és az utópiából sokszor disztópia lesz:
- Amikor a túlnépesedés problémáját szeretné megoldani, akkor George egy olyan járványról álmodik, ami az emberi populáció nagy részét kiirtja, és ennek eredményeképpen az új valóságban már csak egymilliárd ember él hétmilliárd helyett.
- Amikor a Földön meg szeretné szüntetni a háborúkat, akkor ez George álmában úgy valósul meg, hogy idegenek támadják meg a Földet, illetve a Holdat, és ennek hatására egyesülnek a Föld nemzetei.
- A fajgyűlölet nélküli világot pedig George úgy álmodja meg, hogy minden ember bőrszíne egyforma szürke lesz.

Haber azonban minden egyes hatékony álom után egyre több hatalomra tesz szert és egyre befolyásosabb emberré válik, míg végül már ő uralja a Földet. Kisebb mértékben, de Orr is egyre feljebb kerül a ranglétrán, azonban ez őt egyáltalán nem teszi boldoggá, és egyre inkább aggódik Haber céljait illetően. Végül George felkeres egy Heather Lelache nevű ügyvédnőt, hogy segítsen neki Haber befolyása és hatalma alól kikerülni, és egy másik orvost kapni, aki valóban segít neki megszabadulni a hatékony álmaitól. Heather eléri, hogy jelen lehessen, amikor Haber a fölerősítő alkalmazásával hipnotizálja George-ot és tanúja lesz ő is a valóság megváltozásának.
George elmondja Heathernek, hogy az ő emlékezete szerint a „valódi világ” egy atomháborúban megsemmisült még 1998 áprilisában. George a romok között haldokolva álmodta vissza magát a létezésbe.
|  | Itt a vége a cselekmény részletezésének! |

## Megjelenések

### angol nyelven
1. Amazing Science Fiction Stories, 1971. március és 1971. május
2. The Lathe of Heaven, 1971, US, Charles Scribner's Sons, ISBN 0-684-12529-3, hardcover
3. The Lathe of Heaven, 1971, US, Avon Books, ISBN 0-380-43547-0
4. The Lathe of Heaven, 1972, UK, Victor Gollancz, ISBN 0-575-01385-0, hardcover
5. The Lathe of Heaven, 1984, US, Avon Books, ISBN 0-380-01320-7 (reprinted 1989)
6. The Lathe of Heaven, 1984, UK, Granada Publishing, ISBN 0-586-03841-8
7. The Lathe of Heaven, 1997, US, Avon Books, ISBN 0-380-79185-4
8. The Lathe of Heaven, 2001, US, Millennium Books, ISBN 1-85798-951-1
9. The Lathe of Heaven, 2003, US, Perennial Classics, ISBN 0-06-051274-1
10. The Lathe of Heaven, 2008, US, Scribner, ISBN 1-4165-5696-6

### magyarul
1. Égi eszterga; ford. Füssi-Nagy Géza; Móra, Bp., 1992 (A sci-fi mesterei)

### francia nyelven
1. L'autre côté du rêve, 1971, Marabout
2. L'autre côté du rêve, 2002, Le Livre de Poche, ISBN 2-253-07243-5

### német nyelven
1. Die Geißel des Himmels, Heyne, München, 1974, ISBN 3-453-30250-8

### svéd nyelven
1. På Andra Sidan Drömmen, Kindbergs Förlag, 1979, ISBN 91-85668-01-X

### finn nyelven
1. Taivaan työkalu, Book Studio, 1991, ISBN 951-611-408-3

### orosz nyelven
1. Резец небесный, 1997

### olasz nyelven
1. La Falce dei cieli, Editrice Nord, 2005, ISBN 88-429-1360-X

## Kapcsolódó szócikk
- Az ember a Fellegvárban